# Dollard-des-Ormeaux
Dollard-des-Ormeaux is een stad (ville) in de Canadese provincie Québec en telt 48.930 inwoners (2006). Deze voorstad van Montréal bevindt zich ten westen van de stad op het eiland Île de Montréal, een riviereiland gelegen in de bedding van de Saint Lawrence.